# Гімн Башкортостану
Державний гімн Респу́бліки Башкортоста́н (башк. Башҡортостан Республикаһының дәүләт гимны) — один із символів Республіки Башкортостан. Затверджений 18 вересня 2008 року.

## Історія
Державний гімн Республіки Башкортостан вперше був затверджений Законом РБ «Про Державний гімн Республіки Башкортостан» від 12 жовтня 1993 року.
6 липня 1999 року був затверджений Закон «Про державну символіку Республіки Башкортостан», в якому був викладений порядок виконання і використання державного гімну республіки.
Виконується під час відкриття і закриття урочистих зібрань і засідань, присвячених державним святам Башкортостану і Російської Федерації; після складання присяги при вступі на посаду Президента Башкортостану; під час відкриття і закриття засідань Державних Зборів — Курултаю Республіки Башкортостан, представницьких органів муніципальних утворень; під час офіційної церемонії підняття стягу Башкортостану і інших офіційних церемоній, які проводяться органами державної влади республіки; під час церемоній зустрічі і проводів відвідувачів Республіки Башкортостан з офіційним візитом керівників иноземних держав і голів урядів іноземних держав і в інших випадках, предбачених законом.
Гімн може виконуватися на державних мовах Башкортостана в оркестровому, хоровому, оркестрово-хоровому або іншому вокальному і інструментальному варіанті; а також з використанням засобів аудіо- і відеозапису, теле- і радіотрансляції.

## Текст
| Текст башкирською мовою | Текст російською мовою | Дослівний переклад | Переклад із російської мови |
| --- | --- | --- | --- |
| Башҡортостан, hин hөйөклө ғәзиз ер, ↵Халҡыбыҙҙың изге Ватаны. ↵Сал Уралдан ҡалҡа бар тарафҡа ↵Тыуған илдең тыныс ал таңы   | Башкортостан, Отчизна дорогая, ↵Ты для нас священная земля. ↵С Урала солнце всходит, озаряя ↵Наши горы, реки и поля.                            | Башкортостан, ти улюблена прекрасна земля ↵Народу мого свята Батьківщина ↵Від Сивого Уралу сяє всюди ↵Рідної країни мирна червона зоря           | Башкортостан, Батьківщина дорога, ↵Ти для нас священна земля. ↵З Уралу сонце сходить, осяючи ↵Наші гори, річки та поля.                           |
| Дан hиңә, Башҡортостан! ↵Илен hөйгән азат халҡыңа дан! ↵Рәсәй менән бөйөк берҙәмлектә ↵Сәскә ат, Башҡортостан!             | Славься, наш Башкортостан! ↵Судьбой народу ты для счастья дан! ↵С Россией мы едины — и всегда ↵Процветай, Башкортостан!                         | Слава, тобі, Башкортостан ↵Слава вільному народу, який любить свою країну ↵З Росією у великій єдності ↵Цвіти, Башкортостане                      | Слався, наш Башкортостан! ↵Долею народу ти на щастя дано! ↵З Росією ми єдині – і завжди ↵Процвітай, Башкортостан!                                 |
| Башҡортостан, hин хөрмәтле данлы ил, ↵Еңеү яулап алға бараһың. ↵Киләсәккә яҡты нур-моң сәсә ↵Һинең ғорур рухлы байрағың.   | Башкортостан — ты наша честь и слава, ↵Доброй волей, дружбой ты силен. ↵И стяг твой реет гордо, величаво - ↵Он свободой, братством окрылен.     | Башкортостан, ти поважна славна країна, ↵Перемагаючи ти ідеш вперед ↵В майбутнє сієш світлі промені ↵Твоє горде сильне духом знамено             | Башкортостан – ти наша честь і слава. ↵Доброю волею, дружбою ти сильний. ↵І стяг твій риє гордо, величаво – ↵Він свободою, братерством окрилений. |
| Республикам, йондоҙ булып балҡы hин, ↵Күҡрәп йәшә, гүзәл илебеҙ. ↵Тыуған ерҙә hүнмәҫ усағыбыҙ, ↵Туған телдә тынмаҫ йырыбыҙ | Республика, сияй звездой прекрасной, ↵Ты ликуй в свершеньях и трудах! ↵Родной очаг пусть никогда не гаснет, ↵Пусть ведут нас песни сквозь года. | Республіка, сяй зіркою прекрасною, ↵Ти ликуй в досягненнях й трудах! ↵В рідній землі наш невичерпне джерело ↵В рідній мові наша нестихаюча пісня | Республіка, сяй зіркою прекрасною, ↵Ти радій у звершеннях та працях! ↵Рідний очаг хай ніколи не гасне, ↵Хай ведуть нас пісні через рік.           |